# Haliplus japonicus
Haliplus japonicus (лат.) — вид жесткокрылых насекомых из семейства плавунчики. Распространён в Японии, Китае и на Дальнем Востоке России. Длина тела имаго около 3 мм. От близких видов отличается следующими признаками: боковые поверхности простернального отростка с нечеткими и узкими краями; надкрылья серые; Пенис утончен на вершине; правый парамер округлый на вершине. Боковые стороны простернального отростка слегка расширены в основании; на диске надкрылий небольшие чёрные пятна; пенис плавно изогнут от середины к вершине; контур надкрылий овальный; передний край простернального отростка равен базальному; вершина пениса при боковом виде без шипиков. Пронотум с plicae (пара коротких борозд на базально-средней части). Этот вид обычно обитает в пресных водоемах с обилием водных растений, таких как пруды, заводи и ручьи. Личинки питаются водорослями Zygnemataceae. Взрослые особи были собраны сачками на мелководье и редко привлекаются световыми ловушками. Окукливание в иле с куколочной камерой было осуществлено путем лабораторного выращивания.